# Bunkerville
Bunkerville é uma Região censo-designada localizada no estado americano de Nevada, no Condado de Clark.

## Demografia
Segundo o censo americano de 2000, a sua população era de 1014 habitantes.

## Geografia
De acordo com o United States Census Bureau tem uma área de 112,4 km², dos quais 111,2 km² cobertos por terra e 1,2 km² cobertos por água.

## Localidades na vizinhança
O diagrama seguinte representa as localidades num raio de 60 km ao redor de Bunkerville.